# 蘭欽
蘭欽（らん きん、生没年不詳）は、南朝梁の軍人。字は休明。

## 経歴
梁の雲麾将軍・冀州刺史の蘭子雲の子として生まれた。幼くして決断が早く、身軽さでは常人にすぐれていた。父に従って北征し、東宮直閤に任じられた。大通元年（527年）、北魏の蕭城を攻撃して落とした。そのまま彭城の別将の郊仲を破り、擬山城に進攻し、北魏の大都督劉属の兵を破った。籠城に進攻し、馬1000匹あまりを鹵獲した。さらに北魏の大将の柴集や襄城郡太守の高宣および別将の范思念・鄭承宗らを破った。そのまま厥固・張龍・子城を攻撃した。これらを落とせないうちに、北魏の彭城の守将の楊目が子の楊孝邕に軽兵を与えて来援させると、蘭欽はこれを迎撃して楊孝邕を敗走させた。さらに譙州刺史の劉海游を破り、軍を返して厥固を抜いた。楊目が都督の范思念や別将の曹龍牙に数万の兵を与えて来援させると、蘭欽はこれと戦い、陣中で曹龍牙を斬って、首級を建康に送った。
また蘭欽は節を仮し、衡州の3郡の兵を都督して、桂陽・陽山・始興で反抗する少数民族を攻撃し、これを破って鎮圧した。安懐県男に封じられた。さらに天漆蛮の帥の晩時得を破った。衡州刺史元慶和が桂陽の厳容に包囲されていたため、蘭欽は応援におもむき、容羅渓を破り、長楽の諸洞をわずかな時間で掃蕩平定した。また蘭欽は密命を受けて魏興に向かう途中、南鄭で魏将の拓跋勝が襄陽を攻撃しているとの情報を受け、救援に向かった。持節・督南梁南北秦沙四州諸軍事・光烈将軍・平西校尉・梁南秦二州刺史に任じられ、爵位は侯に進んだ。通生を破り、行台の元子礼や大将の薛儁・張菩薩を捕らえ、西魏の梁州刺史の元羅を降して、梁州・漢中を平定した。智武将軍の号に進んだ。
まもなく持節・都督衡桂二州諸軍事・衡州刺史に任じられたが、赴任する前に、西魏が都督の董紹や張献を派遣して南鄭を包囲した。梁州刺史の杜懐瑤が救援を求めたため、蘭欽は部下を率いてこれを助け、董紹・張献を高橋城で破って、3000人あまりを斬首した。董紹・張献が敗走すると、蘭欽は追撃して斜谷に入った。西魏の相の宇文泰は梁朝に馬2000匹を贈って、講和を求めた。蘭欽は散騎常侍の位を加えられ、仁威将軍の号に進んだ。
衡州に赴任する途中の広州で、俚の帥の陳文徹兄弟を破り、かれらを捕らえた。衡州に到着すると、平南将軍の号に進み、曲江県公に改封された。衡州では善政で知られ、官吏や民衆が頌徳碑の建立を朝廷に求めて、許された。蘭欽は建康に召還されて散騎常侍・左衛将軍となった。広州刺史の新渝侯蕭暎が死去すると、蘭欽は散騎常侍・安南将軍・広州刺史として出向した。蕭暎の死後、広州では南安侯蕭恬が刺史の事務を代行していたが、正式な刺史となることを望んでいた。蘭欽が任地に到着すると、蕭恬の派遣した料理人が毒刀でむいた瓜を食べて、蘭欽は愛妾とともに死んだ。享年は42。侍中・中衛将軍の位を追贈された。

## 子女
- 蘭夏礼（侯景の乱のときに歴陽で敗死）
- 蘭京（東魏に捕らえられて、高澄の厨房に仕え、高澄を殺害した）
- 蘭阿改（兄の蘭京とともに高澄を殺害する反乱を起こした）

## 伝記資料
- 『梁書』巻32 列伝第26
- 『南史』巻61 列伝第51